# Paus Benedictus XI
Benedictus XI, geboren als Niccolò Boccasini (Treviso, 1240 - Perugia, 7 juli 1304) was een Italiaans theoloog en lid van de Orde der Dominicanen. Hij was paus van 22 oktober 1303 tot 7 juli 1304.
Niccolò Boccasini werd geboren te Treviso rond 1240. Al jong trad hij toe tot de dominicanen. Hij studeerde en doceerde theologie. In 1286 werd hij voor zijn orde provinciaal van Lombardije. In 1296 werd hij magister-generaal van de Dominicanen. Hij was een krachtig verdediger van het optreden van Bonifatius VIII. Uit dankbaarheid hiervoor verhief deze paus hem in 1298 tot kardinaal. Toen hij in 1303 tot paus werd gekozen, koos hij de naam Benedictus, ter herinnering aan Benedetto Gaetani, zijn vriend en voorganger.

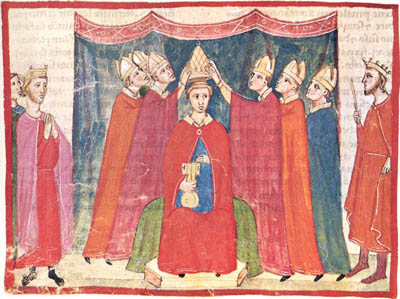
Kroning van Benedictus XI op een fresco in de Santa Maria Novella in Florence.

Hij raakte verwikkeld in conflicten met de kardinalen die tot de Romeinse familie Colonna behoorden. De spanning liep zo hoog op dat hij in 1304 Rome verliet en naar Perugia ging. Het grootste probleem van zijn pontificaat was het conflict met de Franse koning Filips de Schone. Hij deed concessies aan Frankrijk, zoals het vrijwel geheel intrekken van de bul Clericis Laicos van 1296, maar hij dreigde Guillaume de Nogaret en zijn helpers, de daders van de Aanslag te Anagni op Bonifatius VIII, met excommunicatie. Hij trok diens bul Super cathedram (1301) in, die de rechten van de bedelorden om te preken en biecht te horen had ingeperkt.
Zwaar ziek overleed hij op 7 juli 1304 te Perugia. Hij werd begraven in de San Domenico aldaar. Benedictus XI werd opgevolgd door Clemens V. Clemens XII verklaarde Benedictus XI in 1736 zalig. Zijn feestdag is 7 juli.